# Bucquetia
Bucquetia é um género botânico pertencente à família Melastomataceae.

## Espécies
São actualmente aceites três espécies:
- Bucquetia nigritella, (Naudin) Triana
- Bucquetia glutinosa, (L. f.) DC.
- Bucquetia vernicosa, Gleason